# Mariaj de lavandă
Mariajul de lavandă (în engleză Lavender marriage) reprezintă un tip de căsătorie, încheiat de comun acord pentru a ascunde orientarea sexuală stigmatizată a unuia sau a ambilor parteneri. Termenul datează de la începutul secolului al XX-lea și este folosit aproape exclusiv pentru a caracteriza anumite căsătorii ale unor celebrități din prima jumătate a secolului al XX-lea, în principal înainte de cel de-al Doilea Război Mondial, când atitudinea publică făcea imposibilă continuarea unei cariere pentru o persoană care își recunoștea homosexualitatea, în special în industria cinematografică de la Hollywood.
Una dintre primele utilizări ale expresiei a apărut în presa britanică în 1895, într-o perioadă în care culoarea lavandei era asociată cu homosexualitatea.

## Lumea anglofonă

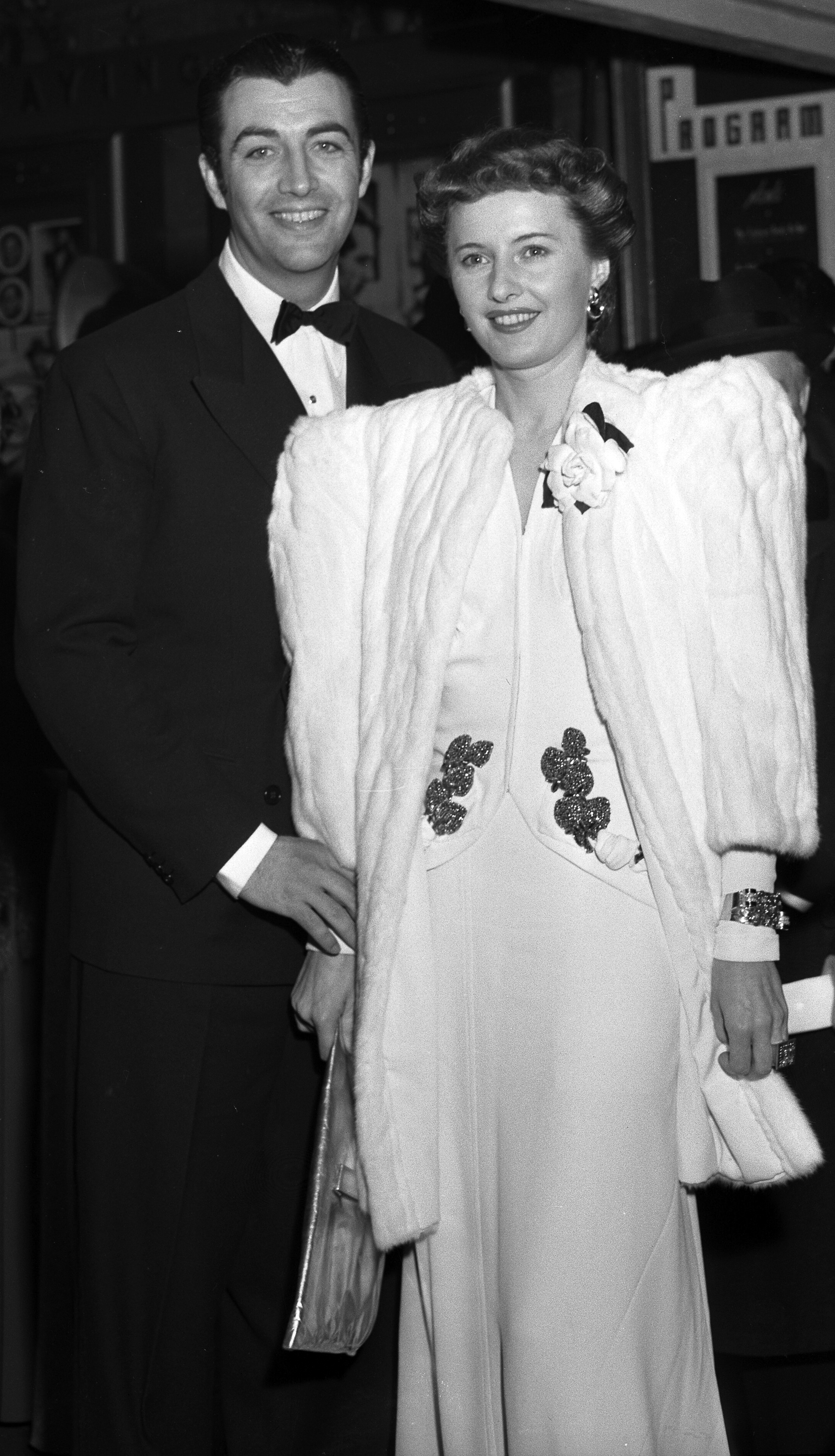
Robert Taylor și Barbara Stanwyck s-au căsătorit în 1939.

Odată cu includerea clauzelor de moralitate în contractele actorilor de la Hollywood, în anii 1920, unele vedete au încheiat căsătorii de conveniență pentru a-și proteja reputația publică și a-și păstra cariera. O excepție notabilă a fost actorul William Haines, care și-a încheiat brusc cariera la vârsta de 35 de ani. El a refuzat să pună capăt relației cu iubitul său, Jimmy Shields, și să se căsătorească cu o femeie, la indicația studioului angajator, Metro-Goldwyn-Mayer.
Unele companii i-au pedepsit pe actori pentru sfidarea acestor clauze prin neplata lor. Compania Universal Film și-a justificat acțiunile prin etichetarea comportamentului actorului ca fiind inacceptabil. Aceste clauze îi puneau pe actori într-o situație dificilă, deoarece își puneau la bătaie mijloacele de trai și, în esență, exercitau presiuni asupra lor pentru a realiza mariaje de lavandă. Aceste căsătorii au fost, de asemenea, o modalitate de a păstra imaginea publică a unei celebrități, mai ales dacă ele erau faimoase pentru aspectul lor sau pentru sex-appeal.
Sfârșitul secolului XX a adus o schimbare pentru comunitatea LGBTQ+, în special după revoltele de la Stonewall din 1969. Din această cauză, căsătoriile de lavandă între celebrități au devenit mai puțin frecvente.
Termenul de mariaj de lavandă a fost folosit pentru a caracteriza următoarele cupluri/persoane:
- Căsătoria dintre Robert Taylor și Barbara Stanwyck a avut rolul de a masca presupusa bisexualitate a celor doi și a fost caracterizată ca un mariaj de lavandă. Evenimentul a fost determinat de nevoia de a le proteja reputația amândurora, după ce un articol al revistei Photoplay a relatat că locuiau împreună de ani de zile, deși nu erau căsătoriți.[5]

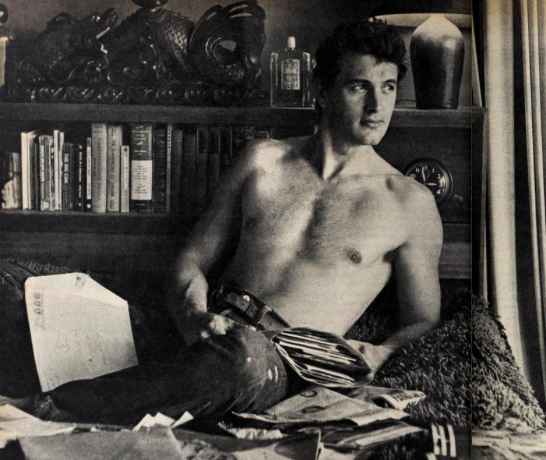
Rock Hudson pozând pentru revista Photoplay, 1953

- Actorul Rock Hudson, deranjat de zvonurile potrivit cărora revista Confidential plănuia să îi dezvăluie homosexualitatea, s-a căsătorit în 1955 cu Phyllis Gates, o tânără angajată a agentului său. Gates a insistat până în momentul propriei sale morți că nu a avut nicio idee că mariajul nu era legitim.[6]
- Actorul suedez Nils Asther și actrița de vodevil Vivian Duncan au avut un scurt mariaj de lavandă, din care a rezultat un copil; Asther era un cunoscut homosexual care avusese o relație cu actorul cascador Kenneth DuMain.[7]
- Actrița Janet Gaynor și designerul de costume Adrian Greenburg au fost căsătoriți din 1939 până la moartea acestuia, în 1959, și au avut împreună un fiu. Se zvonea că Gaynor era bisexuală, iar Adrian era homosexual declarat, față de comunitatea de la Hollywood. Se presupune că relația lor a fost o căsătorie de tip lavandă, impusă de sistemul studiourilor de film.[8]

Deși mariajele de lavandă sunt asociate în mod obișnuit cu celebritățile LGBTQ+, oameni din toate mediile le-au folosit pentru protecție și comoditate. Aceste persoane au găsit alinare pe site-uri web, unde și-au putut exprima suferința cu privire la căsătoriile de conveniență, dar nu mulți au vorbit despre experiența lor în afara internetului. Un articol din The Guardian din noiembrie 2019 a invitat mai multe persoane să împărtășească motivele pentru care s-au căsătorit astfel. În noiembrie 2017, BBC a publicat un articol despre căsătoriile de conveniență în comunitățile LGBTQ+ asiatice din Marea Britanie.

## Tongqi
Căsătoriile de lavandă sunt cunoscute în China sub numele de Tongqi sau Tongfu, aici căsătoriile între persoane de același sex sau din comunitatea LGBTQ+ nefiind acceptate. În timpul Anului Nou chinezesc, oamenii călătoresc acasă pentru a sărbători alături de familiile lor, dar tinerii trebuie să se îngrijoreze și de presiunile legate de căsătorie și de a avea copii. Pentru bărbații chinezi homosexuali și femeile chineze lesbiene, presiunea socială de a avea o relație heterosexuală poate fi atât de profundă, încât aceștia apelează adesea la mariaje de lavandă sau la „căsătorii cooperative”. Liu Dalin, unul dintre primii sexologi din China continentală, a estimat că 90% dintre bărbații chinezi homosexuali se căsătoresc cu o femei heterosexuale.
Unele persoane, precum Tiger Zhao, se căsătoresc cu femei lesbiene pentru a se angaja în fața așteptărilor societății și ale părinților, și pentru a ușura o parte din presiune. Multe cupluri raportează că mariajele de lavandă fac mai mult rău decât bine, dacă indivizii își refuză exprimarea sexualității lor în afara căsătoriei.